# Annina Walt

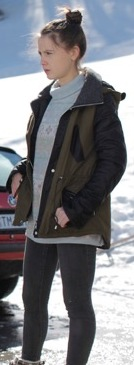
Annina Walt (2015)

Annina Walt (* 3. Mai 1996 in Thalwil) ist eine Schweizer Schauspielerin.

## Leben
Annina Walt stand 2014 im Luzerner Tatort Zwischen zwei Welten zum ersten Mal vor der Kamera. Ein Jahr später verkörperte sie in den Kinofilmen Amateur Teens und Nichts passiert jeweils die Hauptrollen, für welche sie 2016 beim Schweizer Filmpreis für die Auszeichnung als Beste Darstellerin doppelt nominiert war. Walt absolvierte ein Studium an der Hochschule für Schauspielkunst „Ernst Busch“ Berlin. Sie ist die Nichte des Schweizer Radiomoderators Peter Walt.

## Filmografie
- 2014: Tatort: Zwischen zwei Welten als Emma Rossi
- 2015: Amateur Teens
- 2015: Nichts passiert
- 2015: Ruah (Kurzfilm)
- 2017: Die Einzigen
- 2017: Sarah spielt einen Werwolf
- 2018: Eva (Kurzfilm)
- 2018: Mute
- 2019: Der Bestatter (Fernsehserie, 7. Staffel)
- 2020: Frieden (Fernsehserie)
- 2021: Ayana (Kurzfilm, Erzählerin)
- 2023: Post Empire

## Auszeichnungen
- 2016: Nomination für den Schweizer Filmpreis als Beste Darstellerin für die Rolle der Sarah in Nichts passiert
- 2016: Nomination für den Schweizer Filmpreis als Beste Darstellerin für die Rolle der Lara in Amateur Teens
- 2021: Schweizer Fernsehfilmpreis für "Frieden"